# Pauline Fondevila
 (juin 2018).
Si vous disposez d'ouvrages ou d'articles de référence ou si vous connaissez des sites web de qualité traitant du thème abordé ici, merci de compléter l'article en donnant les références utiles à sa vérifiabilité et en les liant à la section « Notes et références ».
Pauline Fondevila, née au Havre le 5 mai 1972, est une artiste plasticienne française. 
Au Havre, elle fréquente l'école des Beaux-arts et fait ses premières expositions dans des lieux alternatifs de la ville. Elle fréquente ensuite l'école des Beaux-Arts de Lyon, dont elle est diplômée.
Elle utilise le dessin comme principal médium, pour former des paysages mentaux composés d’éléments de sa culture personnelle. Son œuvre est romantique et novatrice.

## Expositions
2013
- L'encyclopédie du naufragé, CRAC de Sète
- Les Toulousaines, Marseille Expos, Marseille
- Salon national du Musée Castagnigno Macro, Rosario, Argentine

2012
- 2 galeristes, 299 artistes, 24 commissaires, 23 agents, 51 expositions, galerie Estrany de la Mota, Barcelone
- Argentina pinta bien, Centre d'art contemporain Recoletta, Buenos Aires
- Teatro de anatomía, RMS El Espacio, Madrid
- Not in situ, exposition en ligne

2011
- Lo real, lo real, lo real, Fondo Nacional de las artes, Buenos Aires
- La cuestión del paradigma, centre d'art La Panera, Lerida (Esp.)
- Argentina pinta bien, musée Rosa de Galisteo, Santafe / Musée Castagnino, Rosario
- Drawing now, Carrousel du Louvre, Paris
- La semana del arte, Sastre, Argentine

2010
- ROCK, Carré Bonnat, Bayonne
- Try different words, galerie Estrany de la Mota, Barcelone
- Arco 2010, galerie Estrany de la Mota, Madrid
- Dessins, galerie Phal, Paris
- La invasion de la inquietud, espace Ivan Rosado, Rosario
- Bande dessinée et art contemporain, Arts Le Havre, biennale d'art contemporain

2009
- Yo no tengo pesdillas, yo las genero, Oficina 26, Rosario
- Comicstrip, Museo de Sérignan
- Diagonale des arts, Cahors
- Radiografías, Instituto Jovellano, Gijón
- Slick 09, galerie Sollertis, le cent-quatre, Paris

2008
- Bienal de Lerida, centro de arte la Panera, Lerida (Esp.)
- Artificial Nature, Art Lab, MOCA, Shanghai
- Traducción, Fondo Nacional de las artes, Buenos Aires
- Uno más uno multitud, Domestico 08, Madrid

2007
- Youpi Youpi…, Capilla Saint-Jacques, Saint-Gaudens
- XS, galería Espacio Mica, St Grégoire-Rennes / Fundación Paul Ricard, Paris
- Paperback, Fondation Seoane, La Coruña

2006
- Paperback, CGAC, Santiago de Compostela / MARCO, Vigo
- W.A, exposition itinérante organisée par l'AFAA dans son réseau international
- El futuro de la actualidad, CGAC, Santiago de Compostela
- Hiperpop, Procesos oberts 3, Terrassa
- Collection 05, Instituto de Arte Contemporáneo, Villeurbanne

2005
- World Painting. El mundo como lo imagino o como me temo que es, galería Estrany de la Mota, Barcelone
- Ici ou ailleurs, galería RX, Paris
- Enter your dreams, Instituto de Arte Contemporáneo, Villeurbanne
- Trait d’union, CRAC, Sète
- No somos nadie, Centre civique Sant Andreu, Barcelone
- Metacomics, con Francesc Ruiz, galería la BF15, Lyon
- Metacomics, con Francesc Ruiz, galería Sollertis, Toulouse
- Serendipity, Console, Paris

2004
- Bromas en serio, Hangar, Barcelone
- Playlist, Palais de Tokyo, Paris
- Talking to yourself again ???, L’Endroit, Le Havre

2003
- Les enfants du sabbat IV, Le creux de l’enfer, Thiers
- Window Licking, galería Olivier Houg, Lyon
- Augurales, Centro de arte contemporáneo de Brétigny-sur-Orge
- Rendez-vous, galería des Terreaux, Lyon
- Toutazeunetri, galería Loevenbrück, Paris

2002
- Superflux 02, galería Roger Tator, Lyon

2001
- Connexions » - galerie du Bellay, Rouen

2000
- Refaire le monde » - Le Bistrot, le Havre

1999
- Les 3 jours du lavomatique » - lavomatique, Le Havre

## Éditions
- Echoesland, avec François Olislaeger, 2005.